# Plan de la Estrella
Plan de la Estrella är en ort i Mexiko.   Den ligger i kommunen Chiconquiaco och delstaten Veracruz, i den sydöstra delen av landet, 250 km öster om huvudstaden Mexico City. Plan de la Estrella ligger 1 526 meter över havet och antalet invånare är 323.
Terrängen runt Plan de la Estrella är bergig västerut, men österut är den kuperad. Runt Plan de la Estrella är det ganska tätbefolkat, med 93 invånare per kvadratkilometer. Närmaste större samhälle är Misantla, 19,2 km nordväst om Plan de la Estrella. I omgivningarna runt Plan de la Estrella växer i huvudsak städsegrön lövskog.